# Henri van Effenterre
Henri van Effenterre (vollständiger Name Henri Gabriel Marie van Effenterre, * 11. März 1912 in Paris; † 3. November 2007) war ein französischer Klassischer Archäologe. Er beschäftigte sich vor allem mit der Archäologie Griechenlands und der Ägäis und erbrachte durch seine Grabungsberichte und Studien wichtige Erkenntnisse zur Frühgeschichte der Insel Kreta.

## Leben
Henri van Effenterre, der Sohn des Unternehmers Edgard van Effenterre und der Léonie geb. Sponville, besuchte das Lycée Hoche in Versailles und das Lycée Condorcet in Paris. Er studierte anschließend Altertumswissenschaften in Paris an der École normale supérieure, der École pratique des hautes études und der École libre des sciences politiques. Nach dem Studienabschluss ging er an die École française d’Athènes und nahm an den Grabungen in Krisa bei Delphi teil. Er arbeitete dort mit den Archäologen Jean Jannoray und Leopold Dor zusammen – und auch mit der Kunsthistorikerin Micheline Cochard, die er 1939 heiratete und mit der er lebenslang zusammenarbeitete.
Ab 1941 war Effenterre als Assistent an der Faculté des Lettres an der Sorbonne angestellt. Im Zweiten Weltkrieg beteiligte er sich während der deutschen Besetzung Frankreichs am Widerstand der Pfadfinder, denen er seit seiner Jugend angehörte. Er wurde während dieser Kämpfe schwer verwundet und verlor einen Arm. Nach dem Kriegsende verfasste er eine Geschichte der Pfadfinderbewegung.
1946 ging er als Professor für Alte Geschichte an die Universität Caen, 1949 als Schulleiter an die École supérieure des sciences et des lettres in Rouen und kurz darauf als Direktor an das College of Europe in Brügge (bis 1952). Zugleich war er von 1948 bis 1960 Direktor der staatlichen Antikenaufsicht für die Normandie. In den 40er und 50er Jahren unternahm Effenterre Grabungskampagnen auf Kreta. Im Jahr 1956/57 leitete er die Grabungen in Malia, zu denen ihn auch seine Frau Micheline begleitete.
1959, nach dem Unfalltod von Jean Jannoray, wurde Effenterre als Lehrstuhlvertreter an die Sorbonne bestellt. 1965 wurde er schließlich zum Professor für griechische Geschichte ernannt. 1982 trat er in den Ruhestand, blieb aber weiterhin wissenschaftlich tätig. Für seine Verdienste wurde er mehrfach ausgezeichnet: Er war Mitglied der Académie des sciences, belles-lettres et arts de Rouen, Träger des Croix de guerre 1939–1945, Ritter der Ehrenlegion und Komtur des Ordre des Palmes Académiques sowie Ehrendoktor der Universitäten zu Birmingham, Athen und Kreta.

## Schriften (Auswahl)
- Histoire du scoutisme. Paris 1947. Neuauflage 1961
- La Crète et le monde grec de Platon à Polybe. Paris 1948
- Les nécropoles du Mirabello. Paris 1948 (Études crétoises 8)
- mit Joseph Hazzidakis und Micheline van Effenterre: Fouilles exécutées à Mallia: Étude du site (1956–1957) par une mission archéologique de l’Université de Caen sous la direction d’Henri van Effenterre et Exploration des nécropoles (1915–1928). Paris 1963 (Études crétoises 13)
- mit Claire Tiré: Guide des fouilles françaises en Crète. Paris 1966. 2. Auflage 1978
- L’Age grec: 550–270 av. J.-C. Paris 1968. Nachdruck 1973
- mit Micheline van Effenterre: Fouilles exécutées à Mallia: le centre politique. Paris 1969 (Études crétoises 17)
- mit Micheline van Effenterre: Cabinet des Medailles de la Bibliothèque Nationale Paris. Mainz 1972 (Corpus der minoischen und mykenischen Siegel 9)
- Le palais de Mallia et la cité minoenne: étude de synthèse. 2 Bände, Rom 1980
- La Cité grecque des origines à la défaite de Marathon. Paris 1985
- Les Béotiens: aux frontières de l’Athènes antique. Paris 1989
- Cretica selecta. Vol. 1: Minoica. Vol. 2: Graeca et Romana. Amsterdam 1990, ISBN 9789025609290
- Massimo Perna (Herausgeber): La nécropole de Dréros. Paris 2009 (Études crétoises 8,2), ISBN 978-2869582224